# Thomas Carlyle (Apostel)

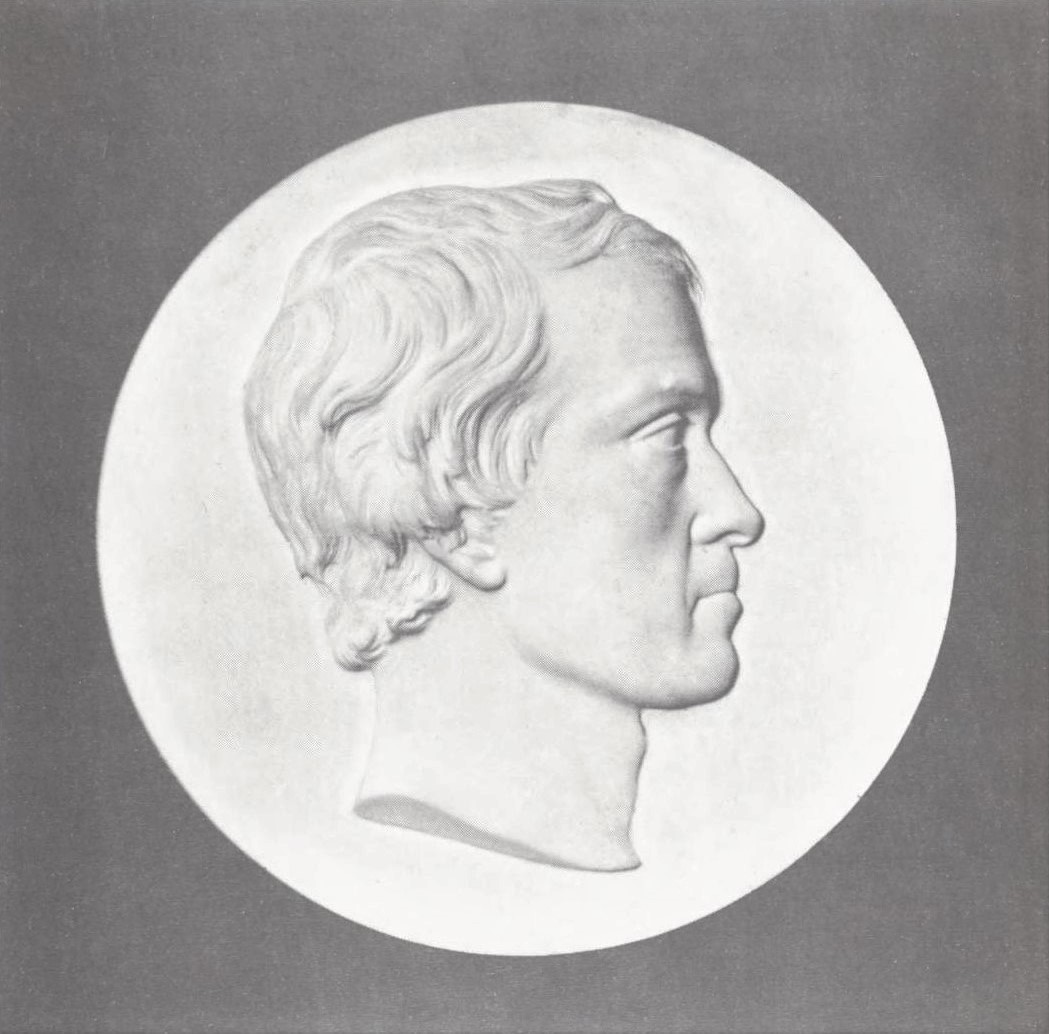
Thomas Carlyle auf einer Medaille aus dem Jahr 1851

Thomas Carlyle (* 17. Juli 1803 in Dumfries, Schottland; † 20. Januar 1855 in Schweden, aber begraben in Albury (Surrey)) war ein schottischer Jurist und Apostel der katholisch-apostolischen Gemeinden (KAG).
Er entstammte dem alten schottischen Adelsgeschlecht der Lords of Carlyle of Thortherwald. Er wird oft mit seinem Cousin, der ebenfalls Thomas hieß und schottischer Historiker war, verwechselt. Er war verheiratet mit Frances Wallace († 1874), einer Tochter des Pfarrers Archibald Lawrie. Nach dem Jurastudium an der Universität Edinburgh wurde Carlyle 1824 als Anwalt ins schottische Rechtsanwaltskollegium aufgenommen. Ab 1830 kam er über einen Rechtsstreit mit der Erweckungsbewegung von Edward Irving in Kontakt. Er selbst gehörte zur Presbyterianischen Kirche in Edinburgh, deren Pfarrer Walter Tait 1833 seines Amtes enthoben wurde und die erste katholisch-apostolische Gemeinde Schottlands gründete. Dieser Gemeinde schloss Carlyle sich an, wo er im selben Jahr 1833 von Irving als einer der sieben Diakone in der Gemeinde eingesetzt wurde. Später hatte er noch das Amt eines (Gemeinde-)Ältesten inne.
Am 1. Mai 1835 wurde er in Taits Haus durch den Pfeilerpropheten Taplin (=ranghöchster Prophet) der katholisch-apostolischen Gemeinden als neunter Apostel berufen. 1836 wurde ihm als Arbeitsgebiet der Stamm Simeon, welcher Norddeutschland entsprach, zugewiesen. Der deutschen Sprache soll er, wie der englischen Muttersprache, mächtig gewesen sein. 1843 kam er mit dem Marburger evangelischen Theologen Heinrich Wilhelm Josias Thiersch, der später ein bedeutender Vertreter der KAG in Deutschland wurde, in Kontakt. 1847 versiegelte er ihn. Zunächst schlossen sich Menschen Carlyles Arbeit an, ohne schon Gemeinden zu gründen. Am 19. März 1848 wurde die erste Gemeinde in Berlin gegründet, die später die größte auf dem Kontinent wurde. Kurze Zeit später entstanden Gemeinden in Stettin, Frankfurt (Oder), Neustetting, Bublitz und Marburg. 1850 folgten Gemeinden in Memel, Danzig, Hamburg, Guben und Liegnitz.
Am 25. Juli 1850 ordinierte er Heinrich Geyer und Friedrich Wilhelm Schwarz zu Priestern, die ab 1863 bei einer Spaltung zu den Vorbereitern der späteren neuapostolischen Kirche werden sollten. Im selben Jahr versiegelte er den späteren Apostel der allgemeinen christlichen apostolischen Mission Carl Wilhelm Louis Preuß und ordinierte ihn 1854 zum Priester. 1852 übernahm er von Apostel John Owen Tudor Polen, einen Teil des Stammes Ephraim, und ab 1854 wirkte er auch in Norwegen und Schweden, dem Stamm Gad, wo er auf einer anstrengenden Dienstreise 1854 im Alter von nur 51 Jahren starb.
Zwei Tage zuvor hatte die Londoner Gemeinde einen speziellen Bittgottesdienst für ihn ausgerichtet. Er galt als einer der stärksten und einflussreichsten Apostel. Zwei Tage nach seinem Tod sagte der Pfeilerapostel (=ranghöchster Apostel) John Bate Cardale: „Manche hatten gedacht, und ich bekenne, selbst zu ihnen gehört zu haben, daß die zum Apostolat Berufenen, wenn sie treu bleiben, nicht sterben würden, bis sie des Herrn Gäste in das himmlische Erbe geführt hätten. Wir haben uns geirrt.“ Seine Schriften wurden 1878 veröffentlicht. Während seiner Tätigkeit in Norddeutschland konnte er über 1.200 Mitglieder versiegeln sowie 12 Priester und 33 Engel (=Gemeindeleiter) ordinieren.